# Claudio Conti
Claudio Conti (Capracotta, Molise, 13 de març de 1836 - Nàpols, Campània, 24 de desembre de 1878) fou un compositor italià que destacà més com a pedagog.
Des dels onze anys que demostra passió per l'art de la música, el seu pare (en 1847) es va enviar a Nàpols per estudiar en el Real Col·legi de S. Pietro a Majella, i en menys d'un any el petit Claudio es va fer admirar per l'enginy desplegat, tant, que Mercadante el va voler entre un dels pocs estudiants que ell va ensenyar fins que es va trobar al Col·legi (any 1860). Dels set anys, que restà a l'escola de Mercadante, quatre tingué càrrecs en l'ensenyament, perquè ser el primer mestre d'escola amb el mandat d'ensenyar els fonaments de contrapunt als més joves; La pràctica d'aquest exercici el va portar a un mètode d'ensenyament savi i sever, fins i tot quan va abandonar la universitat. Després d'una gran quantitat de música sagrada i secular que va compondre Conti per al Col·legi, va escriure un himne per a l'adveniment al tron de Francisco II (1859) i en el mateix any va compondre una missa, un Credo i un himne.
A continuació, va escriure una gran quantitat de música de'església, una gran quantitat de cambra.,
És autor de la exitosa òpera estrenada al teatre Bellini de Nàpols La filla del Marinaro.
En 1867-68 va publicar dos bells àlbums de música de cambra, un per a Casa Ricordi i l'altre per a Cottrau's. El 1869, l'empresari del Teatre San Carlo li encarregà per compondre l'Himne per al naixement del Príncep de Nàpols i aquest va ser fortament aplaudit. Fins i tot Conti va escriure una elegia a la gran orquestra, en memòria de la mort de Meyerbeer de la qual era un gran admirador.
El gener de 1871, Víctor Manuel II li va atorgar la Creu de Cavaller de l'Ordre de l'Equinocci de la Corona d'Itàlia.